# Waldwisse
Waldwisse è un comune francese di 718 abitanti circa, situato nel dipartimento della Mosella nella regione del Grand Est.

## Società

### Evoluzione demografica
Abitanti censiti